# Шмидт, Фёдор Карлович
Фёдор Карлович Шмидт (род. 12 октября 1941, деревня Алексеевка, Нижнеингашский район, Красноярский край) ― химик, доктор химических наук, профессор, ректор Иркутского государственного университета (1990―1997), Почётный гражданин города Иркутска (2016).

## Биография
Фёдор Карлович родился 12 октября 1941 года в деревне Алексеевка Нижне-Ингашского района Красноярского края в семье депортированных немцев Поволжья. Фёдор Шмидт в 1958 году окончил с серебряной медалью Нижне-Ингашскую среднюю школу № 1. В 1963 году окончил химический факультет Иркутского государственного университета, а в 1964 году Фёдор Карлович окончил аспирантуру Института нефте- и углехимического синтеза Иркутского государственного университета. С 1964 по 1965 год служил в Советской Армии. Ф. К. Шмидт в 1965―1968 годах был младшим научным сотрудником в научно-исследовательском институте нефте- и углехимического синтеза при Иркутского государственного университета. В 1967 году Фёдор Шмидт защитил кандидатскую, а в 1979 году докторскую диссертации в Институте химической физики им. Н. Н. Семёнова.
В 1968―1973 годах работал доцентом кафедры физической химии Иркутского политехнического института, с 1973 по 1980 годы был заведующим кафедрой физической и коллоидной химии Иркутского государственного университета. В 1981―1989 годах он работал проректором по научной работе Иркутского государственного университета. Фёдор Карлович был ректором Иркутского государственного университета в 1990―1997 годах. Под руководством Фёдора Карловича Шмидта началось строительство жилья для профессорско-преподавательского состава ВУЗа, нового здания научной библиотеки Иркутского государственного университета, которое является одним из крупнейших книжных хранилищ страны с фондом более 3 миллионов экземпляров книг, также были созданы новые факультеты: Международный, Социологический, Психологический, факультет Сервиса и рекламы, Сибирско-американский факультет менеджмента и было обеспечено внедрение новых образовательных и исследовательских технологий (открытие первого Интернет-центра) в Иркутском государственном университете.
В 1997―2007 годах был заведующим кафедрой физической и коллоидной химии Иркутского государственного университета. С 2007 года и по настоящее время Фёдор Карлович Шмидт работает профессором кафедры физической и коллоидной химии Иркутского государственного университета.
В 1986―1989 годах Ф. К. Шмидт был депутатом Иркутского городского совета народных депутатов.
1981―1991 ― председатель общества «Знание» Кировского района города Иркутска.
1990―2005 ― председатель Союза научных и инженерных обществ Иркутской области.
Ф. К. Шмидт более 30 лет он руководит работой диссертационного совета при Иркутском государственном университете. В 1986―2001 годах был бессменным председателем диссертационного совета по защите докторских диссертаций по неорганической и аналитической химии, а с 1996 по 2001 год Фёдор Карлович являлся председателем диссертационного совета по химической кинетике и катализу.
Специалист в области металлокомплексного катализа, он является автором 14 монографий и 15 учебных пособий, более 500 научных публикаций. Фёдор Карлович подготовил 32 кандидата и 11 докторов химических наук.
За выдающиеся заслуги в области науки и образования Фёдору Карловичу Шмидту в 2016 году было присвоено звание Почётный гражданин города Иркутска.

## Награды и звания
- Орден «Знак Почёта» (1986)[1]
- Орден Дружбы (1999)[1]
- Юбилейная медаль «Двадцать лет Победы в Великой Отечественной войне 1941—1945 гг.» (1999)[1]
- Медаль «Ветеран труда» (1991)[1]
- Заслуженный деятель науки и техники Российской Федерации (26 декабря 1992) — за заслуги в области научной деятельности[1]
- Почётный работник высшего профессионального образования Российской Федерации (1996)[1]
- Почётный гражданин города Иркутска (2016)
- Заслуженный профессор Иркутского государственного университета
- Почётный доктор Мэрилендского университета (США)
- Почётный доктор Ляонинского университета (КНР)
- Почётный профессор Монгольского национального университета
- Президент ассоциации выпускников Иркутского государственного университета[2]

## Основные публикации
- Nanoscale Ziegler catalysts based on bis(acetylacetonate)nickel in the arene hydrogenation reaction // Appl. Catal. A: Gen. — 2017. — Vol. 547. — P. 105—114. — Co-auth.: Yu. Yu. Titova (DOI: 10.1016/j.apcata.2017.08.029).
- Phosphorus-Modified Palladium Hydrogenation Catalysts: An Electron-Microscopy Study // J. Nanosci. Nanotechnol. — 2017. — Vol. 17, N 1. — P 696—704. — Co-auth.: L.B. Belykh, N.I. Skripov, T.P. Sterenchuk, S.S. Kolesnikov (DOI: 10.1166/jnn.2017.12606).
- Nanosized nickel Ziegler-type hydrogenation catalysts: The role of organoaluminum and proton-donating compounds in their formation and optimum catalysis // Appl. Catal. A: Gen. — 2015. — Vol. 499. — P. 177—187. — Co-auth.: Yu. Yu. Titova, S. S. Kolesnikov, L. B. Belykh (DOI: 10.1016/j.apcata.2015.04.020).
- The role of lithium tetrahydroaluminate in the formation of nanodimensional nickel hydrogenation catalysts // Appl. Catal. A: General. — 2011. — V. 401. — P. 65-72. . — Co-auth.: L.B. Belykh, Yu.Yu. Titova, V.A. Umanets, A.V. Rokhin (DOI: 10.1016/j.apcata.2011.04.047).
- An effective route for the synthesis of cation palladium complexes of general formula [(acac)PdL1L2]A // J. Organomet. Chem. — 2008. — Vol. 693, № 12. — P. 2069—2073. — Co-auth.: V.S. Tkach, D. S. Suslov, M. Gomboogiin, G. V. Ratovsky, A. V. Ronin, F. Tuczek (DOI: 10.1016/j.jorganchem.2007.12.019).
- Исследование адсорбции СО и H2 на Co-содержащем высококремнеземном цеолите методом вакуумной манометрии // Журн. физ. химии. — 1985. — Т. 59, № 7. — С. 1747—1750. — Соавт.: О. В. Ищенко, К. П. Жданова, Ян Юн Бин, Н. В. Алексеева.
- Interaction of triethylaluminium whit acetilacetonates of transition metals // J. Organomet. Chem. — 1983. — V. 256. — P. 309—329. — Co-auth.: G. V. Ratovsky, T. V. Dmitrieva, I. N. Ivleva, Yu. G. Borodko (DOI: 10.1016/S0022-328X(00)99208-8).
- Исследование природы активности каталитических систем на основе комплексов нульвалентного никеля в реакции димеризации пропилена // Кинетика и катализ. — 1978. — Т. 19, вып. 1. — С. 150—156. — Соавт.: Л. В. Миронова, А. Г. Пройдаков, Г. А. Калабин, Г. В. Ратовский, Т. В. Дмитриева.
- Изучение механизма взаимодействия алюминийорганических соединений с бис-ацетилацетонатом никеля // Кинетика и катализ. — 1974. — Т. 15, вып. 3. — С. 617—624. — Соавт.: В. С. Ткач, В. В. Сараев, А. В. Калабина.
- Гидрирование олефинов в присутствии комплексных металлоорганических катализаторов // Кинетика и катализ. — 1966. — Т. 7, вып. 4. — С. 614—617 : табл. — Соавт.: И. В. Калечиц.

## Семья
- Сын Александр Фёдорович Шмидт (род. 1965) — доктор химических наук, профессор, с октября 2020 г. ректор ИГУ[3],
- Сын Сергей Фёдорович Шмидт (род. 1971) — кандидат исторических наук, доцент ИГУ, известный политолог, публицист, блоггер[4]